# Pogar (stacja kolejowa)
Pogar (ros. Погар) – stacja kolejowa w miejscowości Bielewica, w rejonie pogarskim, w obwodzie briańskim, w Rosji. Położona jest na linii Uniecza – Sieleckaja. Nazwa pochodzi od pobliskiego osiedla typu miejskiego Pogar.
Obecnie jest to ostatnia stacja na linii i ze względu na likwidacje ruchu pasażerskiego, najdalszy punkt linii, do którego dojeżdżają pociągi.